# アメリカシロヅル
アメリカシロヅル（Grus americana）は、ツル目ツル科ツル属に分類される鳥類。

## 分布
アメリカ合衆国、カナダ
夏季にウッド・バッファロー国立公園で繁殖し、冬季になるとテキサス州（アランサス国立野生生物保護区）へ南下し越冬する。再導入された個体群として夏季はアイダホ州、冬季はニューメキシコ州で越冬する個体群とフロリダ州に周年生息する個体群がいる。

## 形態
全長125-160cm。翼開張200-240cm。体重7.5kg。全身は白い羽毛で被われる。額や眼先から耳孔を被う羽毛（耳羽）にかけて黒い筋模様が入る。初列雨覆や初列風切の色彩は黒い。
額から頭頂にかけてと嘴基部には羽毛がなく、赤い皮膚が露出する。虹彩は黄色。嘴の色彩は灰褐色で、先端は暗灰色。後肢の色彩は黒い。

## 生態
繁殖地では湿性草原に生息する。渡りの途中では河川や湖沼、農耕地などにも飛来する。
食性は動物食傾向の強い雑食で、昆虫、魚類、カエル、爬虫類、小型哺乳類、動物の死骸、植物の根、果実、種子などを食べる。
繁殖形態は卵生。塩性湿原で4-5月に1回に2個の卵を産む。抱卵期間は34-35日。

## 人間との関係
開発による生息地の破壊、乱獲などにより生息数は激減した。以前はアメリカ合衆国中部でも繁殖しメキシコでも越冬していたが、現在は確認されている繁殖地・越冬地は共に限られている。アメリカ合衆国・カナダ両政府により大規模な保護活動が進められている。2個の卵のうち1つを回収して人工孵化させたり、カナダヅルに抱卵させ飼育下での個体数を増加している。1993年からは人から隔離して成長させた飼育下繁殖個体がフロリダ州に再導入され始め、さらに2000年からはウィスコンシン州でも再導入の試みが進められている。生息数は増加傾向にあるが、一方で巣立った幼鳥の電線への衝突、越冬地の水質汚染などの問題も発生している。1938年における個体数は14羽、1999年における個体数は野生個体265羽、飼育個体132羽が確認されている。